# Roberts (Montana)
Roberts – jednostka osadnicza w Stanach Zjednoczonych, w stanie Montana, w hrabstwie Carbon.